# Naria Upazila
Naria Upazila är ett underdistrikt i Bangladesh. Det ligger i den centrala delen av landet, 50 km söder om huvudstaden Dhaka.
Trakten runt Naria Upazila består till största delen av jordbruksmark. Runt Naria Upazila är det mycket tätbefolkat, med 2 103 invånare per kvadratkilometer.